# Stazione di Baragiano-Ruoti
Stazione di Baragiano-Ruoti vasútállomás Olaszországban, mely Baragiano és Ruoti településeket szolgálja ki.

## Vasútvonalak
Az állomást az alábbi vasútvonalak érintik:
- Salerno–Potenza-vasútvonal

## Kapcsolódó állomások
A vasútállomáshoz az alábbi állomások vannak a legközelebb:
- Stazione di Franciosa
- Stazione di Bella-Muro